# ارين إي. باري
ارين إي. باري (بالإنجليزية: Warren E. Barry)‏ هو سياسي أمريكي، ولد في 4 أغسطس 1933 في بوسطن في الولايات المتحدة، وتوفي في 31 مارس 2016. حزبياً، نشط في الحزب الجمهوري. وقد انتخب عضو مجلس ولاية فرجينيا.